# Beaverton (Míchigan)
Beaverton es una ciudad ubicada en el condado de Gladwin en el estado estadounidense de Míchigan. En el Censo de 2010 tenía una población de 1071 habitantes y una densidad poblacional de 315,18 personas por km².

## Geografía
Beaverton se encuentra ubicada en las coordenadas 43°52′50″N 84°29′16″O / 43.88056, -84.48778. Según la Oficina del Censo de los Estados Unidos, Beaverton tiene una superficie total de 3.4 km², de la cual 2.66 km² corresponden a tierra firme y (21.65%) 0.74 km² es agua.

## Demografía
Según el censo de 2010, había 1071 personas residiendo en Beaverton. La densidad de población era de 315,18 hab./km². De los 1071 habitantes, Beaverton estaba compuesto por el 97.67% blancos, el 0.37% eran afroamericanos, el 0.75% eran amerindios, el 0% eran asiáticos, el 0% eran isleños del Pacífico, el 0% eran de otras razas y el 1.21% pertenecían a dos o más razas. Del total de la población el 0.65% eran hispanos o latinos de cualquier raza.